# Villavieja de Yeltes
Villavieja de Yeltes är en kommun i Spanien.   Den ligger i provinsen Provincia de Salamanca och regionen Kastilien och Leon, i den centrala delen av landet, 240 km väster om huvudstaden Madrid. Antalet invånare är 899.